# ブラ-ケット記法
ブラ-ケット記法（ブラ-ケットきほう、英: bra-ket notation）またはディラックの記法（ディラックのきほう、英: Dirac notation）は、量子力学における量子状態を記述するための標準的な記法である。
ブラケット（bra-ket）という呼称は、量子状態をブラ（bra） ⟨φ| とケット（ket） |ψ⟩ と呼ばれる2つのベクトルで表すこと、またブラとケットの内積 ⟨φ|ψ⟩ が括弧（bracket）を成すことに由来する。
ブラケット記法は1939年のポール・ディラックの論文(Dirac 1939)で提案された。ディラックの教科書 the principles of quantum mechanics では1947年の第3版からブラケット記法を採用している。

## ブラ・ケット
ブラ ⟨φ| はケット |ψ⟩ のなすベクトル空間の双対空間の元として定義される。ケットをケットへ写す線型な関数（線型作用素）を {\displaystyle {\hat {O}}} で表し、ケットに対する適用を {\displaystyle {\hat {O}}|\psi \rangle } と表す。ブラケット記法において、以下の関係を満たすブラへの作用素は、ケットに対する作用素と同じ記号で表される。
{\displaystyle \{\langle \phi |{\hat {O}}\}|\psi \rangle =\langle \phi |\{{\hat {O}}|\psi \rangle \}}
通常、上記の内積は括弧を外して {\displaystyle \langle \phi |{\hat {O}}|\psi \rangle } と表される。
また特に任意のケット |ψ⟩ に作用してケット |η⟩⟨ξ|ψ⟩ を与える作用素は |η⟩⟨ξ| と表される。また同様のブラに対する作用素も同じ記号で |η⟩⟨ξ| と表される。

## 性質
ブラの随伴はケット、ケットの随伴はブラである。
{\displaystyle \langle \psi |^{\dagger }=|\psi \rangle ,\quad |\psi \rangle ^{\dagger }=\langle \psi |}
また、ある状態 {\displaystyle |\psi \rangle } において、観測可能量 {\displaystyle {\hat {O}}} の期待値はブラ ⟨ψ| とケット |ψ⟩ の内積 {\displaystyle \langle \psi |{\hat {O}}|\psi \rangle } として表される。
初学者向けの説明として、ケットは列ベクトル、ブラは行ベクトルに対応させる場合がある（行列表示を参照）。

## 利点
この記法の利点として
- 基底に依存しない記述が可能
- 固有値が離散、連続どちらの場合も統一的に扱える
- 中身の書き方を自由に工夫して記述できる（パラメータだけを並べて |n, l, m⟩ としたり、|生きている猫⟩ と書くこともできる）

などがある。

## 無限次元での取り扱い
ディラックの説明によればケット |ψ⟩ の空間においてブラ ⟨φ| は線形汎関数を表す、すなわちブラは双対空間に属しており、無限次元の場合ブラの空間はケットの空間より広い場合がある。しかし、ブラの空間にはケットの空間と同型の部分空間が必ず存在し、ケットの内積は常に定義できる。量子力学においては、ケットもブラも量子状態を過不足なく表すもので、ケットに対応しないブラには物理的意味がないので、ブラの空間としてはケットの空間と同型のものしか考えない。

## 正規直交基底とブラケット記法
正規直交基底のうち2つのラベルを α, β として、内積をブラ-ケット記法で表すと、離散基底ではクロネッカーのデルタを用いて
{\displaystyle \langle \alpha |\beta \rangle =\delta _{\alpha ,\beta },}
連続基底ではデルタ関数を用いて
{\displaystyle \langle \alpha |\beta \rangle =\delta (\alpha -\beta )}
となる。
また正規直交基底の完全性は離散基底について、
{\displaystyle \sum _{\alpha }|\alpha \rangle \langle \alpha |=1}
連続基底について、
{\displaystyle \int \mathrm {d} \alpha ~|\alpha \rangle \langle \alpha |=1}
と表現される。ただし連続基底の場合の記述は数学的に逸脱があり、本来ヒルベルト空間の元として存在しない「固有ベクトル」 {\displaystyle |\alpha \rangle } があるかのように書いている（量子力学の数学的定式化#スペクトル分解と観測も参照）。

## 第二量子化とブラケット記法
第二量子化された粒子生成演算子 a† を用いて2粒子状態を
{\displaystyle |\alpha \beta \rangle =a_{\alpha }^{\dagger }a_{\beta }^{\dagger }|0\rangle }
と定義する。この時 a† がフェルミ粒子を表す演算子なら、これらは反交換関係 {a †
α , a †
β } = 0 を満たすので、
{\displaystyle |\alpha \beta \rangle =a_{\alpha }^{\dagger }a_{\beta }^{\dagger }|0\rangle =-a_{\beta }^{\dagger }a_{\alpha }^{\dagger }|0\rangle =-|\beta \alpha \rangle }
となり、反対称化されている。
また a† がボース粒子を表す演算子であれば、これらは交換関係 [a †
α , a †
β ] = 0 を満たすので、
{\displaystyle |\alpha \beta \rangle =a_{\alpha }^{\dagger }a_{\beta }^{\dagger }|0\rangle =a_{\beta }^{\dagger }a_{\alpha }^{\dagger }|0\rangle =|\beta \alpha \rangle }
となり、対称化されている。

## 波動関数との関係
ケット |ψ⟩ と、（位置表示の）波動関数 ψ(x) の関係は以下のように表される。
{\displaystyle \psi (x)=\langle x|\psi \rangle ,\quad |\psi \rangle =\int _{-\infty }^{\infty }\mathrm {d} x\ \psi (x)\ |x\rangle }
ただし、位置を表す演算子 {\displaystyle {\hat {x}}} の固有値を x 、対応する固有ケットを |x⟩ とする；{\displaystyle {\hat {x}}|x\rangle =x|x\rangle }。